# Nick Fury, zvláštní agent
Nick Fury, zvláštní agent (v anglickém originále Nick Fury: Agent of S.H.I.E.L.D.) je americký televizní akční film z roku 1998, který natočil Rod Hardy na motivy postavy agenta Nicka Furyho z komiksových příběhů vydavatelství Marvel Comics. Premiérově byl vysílán na stanici Fox.

## Příběh
Agent Nick Fury, který je již nějakou dobu na odpočinku, je osloven, aby se navrátil do aktivní služby. Jeho cílem má být eliminování příslušníků teroristické organizace Hydra, která je vedena dcerou barona Wolfganga von Struckera, Furyho dávného protivníka. Hydra opětovně vytvoří nebezpečný virus a pokud nedostane 1 miliardu dolarů, vypustí ho na Manhattanu.

## Obsazení
- David Hasselhoff jako plukovník Nick Fury
- Lisa Rinna jako komtesa Valentina „Val“ de Allegro Fontaine
- Sandra Hess jako Andrea von Strucker / Viper
- Neil Roberts jako Alexander Goodwin Pierce
- Garry Chalk jako Timothy Dugan
- Tracy Waterhouse jako Kate Neville
- Tom McBeath jako ředitel generál Jack Pincer
- Ron Canada jako Gabriel Jones